# Atle Selberg

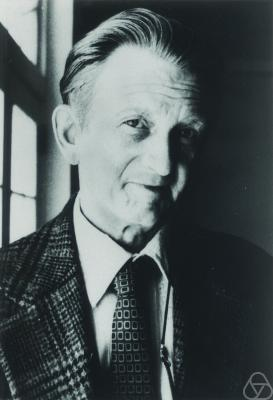
Atle Selberg

Atle Selberg (* 14. Juni 1917 in Langesund, Norwegen; † 6. August 2007 in Princeton, New Jersey) war ein norwegisch-US-amerikanischer Mathematiker, der 1950 mit der Fields-Medaille für seine herausragenden Arbeiten auf dem Gebiet der Zahlentheorie ausgezeichnet wurde.

## Leben
Selbergs Interesse an der Mathematik begann bereits als Schüler. In seiner Jugend las er begeistert die gesammelten Veröffentlichungen von S. Ramanujan und begann seine eigenen mathematischen Forschungen zu betreiben. Der nächste Einfluss kam durch Erich Hecke, von dem er 1936 einen Vortrag auf der Internationalen Mathematischen Konferenz in Oslo hörte.
Er studierte Mathematik an der Universität von Oslo bis zur Promotion 1943 und blieb dort bis 1947. Im selben Jahr heiratete er Hedvig Liebermann und ging in die Vereinigten Staaten. 1947 bis 1948 wirkte er am Institute for Advanced Study in Princeton und wechselte dann für kurze Zeit an die Universität Syracuse. 1949 kehrte er wieder als permanentes Mitglied ans Institute for Advanced Study zurück und wurde gleichzeitig 1951 zum Professor für Mathematik in Princeton ernannt. 1987 emeritierte Selberg in Princeton, ohne jedoch seine wissenschaftlichen Arbeiten komplett einzustellen. Nach dem Tod seiner Frau Hedvig 1995 heiratete er in zweiter Ehe die Amerikanerin Betty Compton. Nach Angaben seiner Familie verstarb Atle Selberg im Alter von 90 Jahren am 6. August 2007 in seinem Haus in Princeton an Herzversagen. Er hinterließ außer seiner Frau Betty einen Sohn Lars und eine Tochter Ingrid aus erster sowie zwei Stieftöchter aus seiner zweiten Ehe. Seine Tochter Ingrid Selberg ist Schriftstellerin, verheiratet mit dem aus Trinidad stammenden Theaterautor Mustapha Matura.

## Wirken
Selberg wurde zunächst durch seinen „elementaren“ (das heißt ohne Verwendung der Funktionentheorie) Beweis des Primzahlsatzes 1948, etwa gleichzeitig mit Paul Erdős, bekannt. Die Frage der gegenseitigen Beeinflussung bei dem Beweis, der entstand, als beide in Princeton waren, war lange umstritten, wesentliche Impulse kamen aber von Selberg, der von Erdös kontaktiert wurde (an einer von Erdös vorgeschlagenen Kollaboration war Selberg aber nicht interessiert, er veröffentlichte grundsätzlich – bis auf eine Ausnahme – allein) und auch Erdös zuerst darauf hinwies, dass er selbst einen Beweis hatte, zuerst unter Verwendung eines Resultats von Erdös, dann durch Entwicklung eines ihm natürlicher erscheinenden gänzlich eigenen Beweises. Der Ausgangspunkt für Erdös war eine Formel von Selberg, die nach Selberg den Kern des Beweises lieferte und die Turan Erdös zeigte, ohne Wissen von Selberg. Über die weitere Veröffentlichungsgeschichte und dass der Eindruck entstand, der Beweis stamme ausschließlich von Erdös, war Selberg nicht sehr erfreut. Noch in der relativen Isolation der Kriegsjahre in Norwegen bewies er außerdem, dass mindestens ein kleiner Prozentsatz der nicht-trivialen Nullstellen der riemannschen Zetafunktion auf der kritischen Geraden (mit Realteil 1/2) liegt (von Norman Levinson 1974 auf 1/3 und von Brian Conrey 1989 auf 2/5 verbessert). Das war ein wichtiger Schritt auf dem Feld der heute noch offenen Riemann-Vermutung, davor hatten Hardy und Littlewood lediglich zeigen können, dass unendlich viele Nullstellen auf der kritischen Geraden liegen. 1947 verbesserte er die Siebmethode des norwegischen Mathematikers Viggo Brun in der analytischen Zahlentheorie (Selberg-Sieb). Die Spurformel von Selberg (1956) stellte ähnlich den expliziten Formeln der analytischen Zahlentheorie eine Verbindung zwischen Summen über die Eigenwerte (der Spur) des Laplace-Beltrami-Operators auf kompakten Riemannschen Flächen und Summen über das geometrische Spektrum, den Längen der geschlossenen geodätischen Kurven, her. Letztere übernehmen die Rolle der Primzahlen in den entsprechenden Formeln aus der analytischen Zahlentheorie, während die Nullstellen der Zetafunktion den Eigenwerten des Laplaceoperators entsprechen. In diesem Zusammenhang führte er auch ein Analogon zur riemannschen Zetafunktion ein, die Selberg-Zetafunktion (mit Primzahlen ersetzt durch die Längen der geschlossenen geodätischen Bahnen). Außerdem arbeitete er über automorphe Funktionen und Modulformen (Spurformel von Martin Eichler und Selberg, hier die Spur der Hecke-Operatoren, operierend im Raum der Modulformen).

### Mathematische Objekte, die nach Selberg benannt sind
Folgende Objekte tragen den Namen von Selberg:
Die Spurformel von Selberg, das Selberg-Sieb, das Selberg-Integral, die Selberg-Klasse, die Rankin-Selberg-L-Funktion, die selbergische Eigenwertsvermutung, die selbergische Zeta-Funktion, Selbergs zentraler Grenzwertsatz.
Dabei ist die Selberg-Klasse eine axiomatische Definition von L-Funktionen und Zeta-Funktionen, die die meisten solchen Funktionen umfasst (vier Axiome: Analytizität, Ramanujan-Vermutung, Funktionalgleichung, Eulerprodukt).

## Auszeichnungen
1950 wurde Selberg auf dem Internationalen Mathematikerkongress in Harvard die Fields-Medaille verliehen (Vortrag: The general sieve method and its place in prime number theory). 1962 hielt er einen Plenarvortrag auf dem Internationalen Mathematikerkongress in Stockholm (Discontinuous Groups and Harmonic Analysis). Weitere Ehrungen für seine Arbeit waren seine Mitgliedschaften in der Norwegischen Akademie der Wissenschaften, der Königlich Dänischen Akademie der Wissenschaften, der American Academy of Arts and Sciences (1960) und der Indian National Science Academy sowie eine Ehrenmitgliedschaft der London Mathematical Society. 1972 erhielt Selberg die Ehrendoktorwürde der Universität Trondheim, 1986 zusammen mit Samuel Eilenberg den international renommierten Wolf-Preis in Mathematik.

## Schriften
- Collected Papers. Band 1: Springer, Heidelberg 1989, ISBN 3-540-18389-2; Band 2: Springer, Heidelberg 1991, ISBN 3-540-50626-8.